# Осковська
Осковська (рос. Осковская) — присілок в Няндомському районі Архангельської області Російської Федерації.
Населення становить 12 осіб. Входить до складу муніципального утворення Няндомський муніципальний округ.

## Історія
До 2022 року входило до складу муніципального утворення Шалакуське поселення.

## Населення
| 2002 | 2010 | 2012 |
| ---- | ---- | ---- |
| 16   | ↘12  | →12  |